# Nymphia Wind
Nymphia Wind, nombre artístico de Leo Tsao (chino: 曹米駬, 23 de julio de 1995), es una artista drag y modista taiwanesa-estadounidense. En 2024, fue coronada como ganadora de la decimosexta temporada de RuPaul's Drag Race. convirtiéndose en la primera persona de ascendencia asiática del este en ganar una temporada de la versión estadounidense, y la segunda reina de ascendencia asiática en ganar después de Raja Gemini.

## Carrera
Nymphia Wind desarrolló una pasión por la moda y el drag durante sus estudios en una universidad de Londres, inspirándose en los grupos femeninos de K-pop. Desde 2018, ha sido artista drag en Taipéi y se mudó a Brooklyn a finales de 2022. Se llama a sí misma "Banana Buddha" y a su base de fanes como "Banana Believers". El color característico de Nymphia es el amarillo y sus actuaciones a menudo incorporan plátanos y elementos culturales taiwaneses. En 2024 Nymphia Wind ganó la decimosexta de RuPaul's Drag Race. Más allá del drag, Leo es una costurero que recibió una Licenciatura en Artes en taller de moda de la Universidad de Artes Creativas en Rochester, Inglaterra.

## Vida personal
Nymphia Wind se crio en Taiwán. Vive en una familia que la apoya su madre, quien a menudo ve sus shows y la ayuda a maquillarse y vestirse como drag queen. Nymphia se mudó a Nueva York a finales de 2022.

## Filmografía

### Televisión
| Año  | Título                              | Notas                  | Ref.   |
| ---- | ----------------------------------- | ---------------------- | ------ |
| 2020 | Guess Who: My Bestie Mom            |                        | [ 12 ] |
| 2021 | Leo & Nymphia                       | Documental             |        |
| 2024 | RuPaul's Drag Race (16.ª temporada) | Concursante, Ganadora  | [ 10 ] |
| 2024 | RuPaul's Drag Race: Untucked        | Concursante (Ganadora) | [ 10 ] |

| Predecesora: Sasha Colby | Ganadora de RuPaul's Drag Race 2024 | Sucesora: Onya Nurve |